# Gūbeh
Gūbeh är en ort i Iran.   Den ligger i provinsen Västazarbaijan, i den nordvästra delen av landet, 700 km väster om huvudstaden Teheran. Gūbeh ligger 2 357 meter över havet och antalet invånare är 304.
Terrängen runt Gūbeh är lite bergig. Runt Gūbeh är det ganska tätbefolkat, med 83 invånare per kvadratkilometer. Närmaste större samhälle är Salmās, 18,5 km sydost om Gūbeh. Trakten runt Gūbeh består i huvudsak av gräsmarker.